# Akihiro Togo
Akihiro Togo   () és un jugador i entrenador de beisbol japonès, ja retirat, que va competir durant les dècades de 1980 i 1990.
El 1992 va prendre part en els Jocs Olímpics d'Estiu de Barcelona, on guanyà la medalla de bronze en la competició de beisbol.